# Asura agraphia
Asura agraphia är en fjärilsart som beskrevs av George Francis Hampson. Asura agraphia ingår i släktet Asura och familjen björnspinnare. Inga underarter finns listade i Catalogue of Life.